# Francisco de la Cuesta

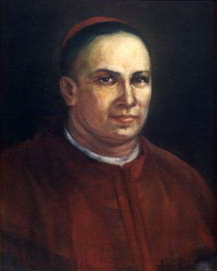
Francisco de la Cuesta

Francisco de la Cuesta (Colmenar de Toledo, 1658 - 30 mei 1724) was een rooms-katholieke geestelijke. De la Cuesta was aartsbisschop van het aartsbisdom Manilla en bisschop van het bisdom Michoacán en was bovendien drie jaar lang de interim gouverneur-generaal van de Filipijnen.
De La Cuenta werd op 28 april 1704 benoemd als aartsbisschop van Manilla. Pas acht jaar later, op 12 augustus 1712, werd hij geïnstalleerd als de nieuwe aartsbisschop. Na de moord op gouverneur-generaal Fernando Manuel de Bustillo Bustamante y Rueda werd De la Cuenta, zoals toen gebruikelijk was, de interim gouverneur-generaal in afwachting van de benoeming van een opvolger door de Spaanse koning.
Op 23 september 1723 werd De La Cuenta benoemd als bisschop van Michoacán. Minder dan een jaar later overleed hij.